# Moteur de modèle

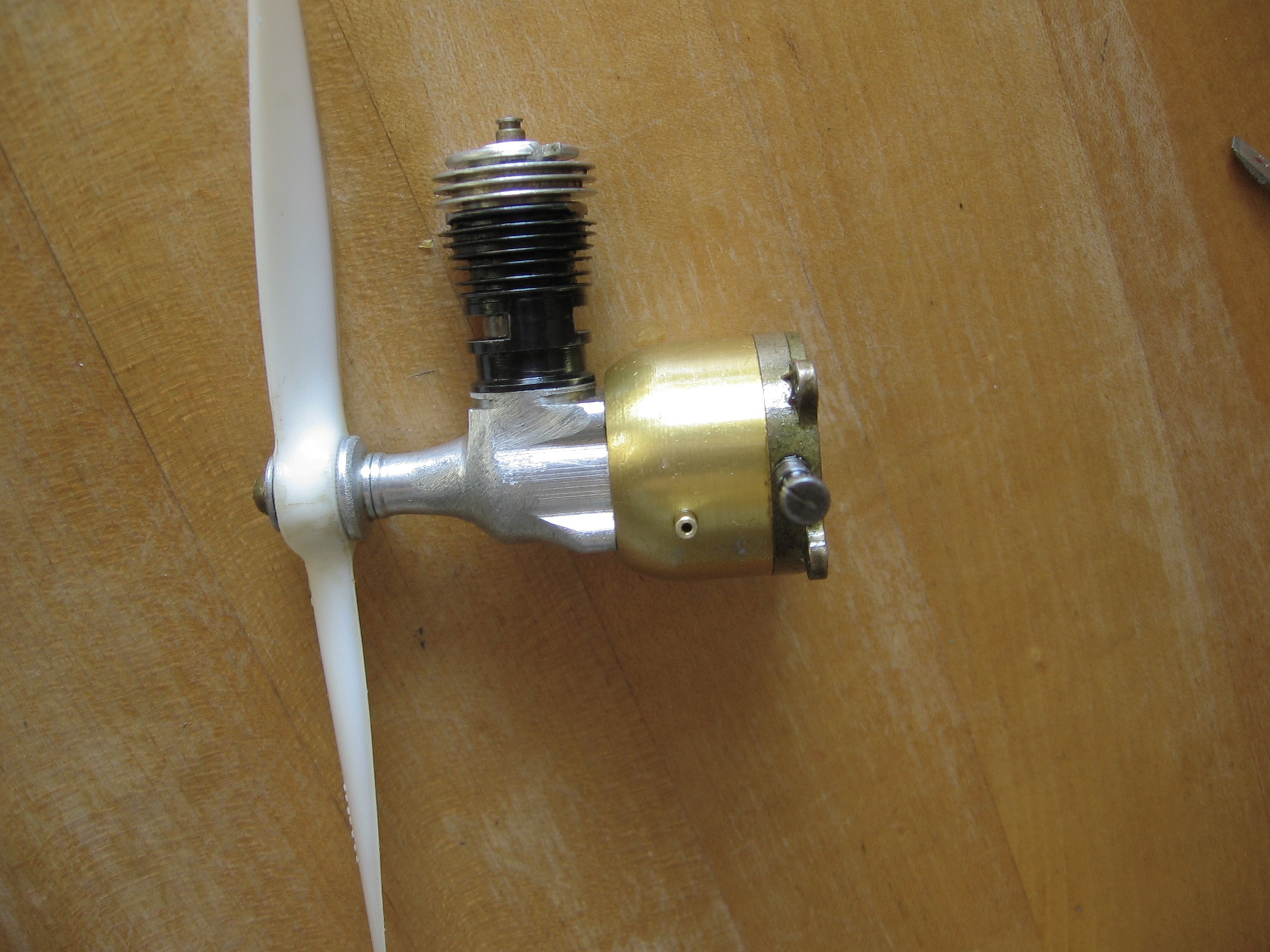
Un vieux moteur à clapet à anche Cox Golden Bee 0,049 pouce cube (0,8 cm3) assemblé. L'hélice rotative à gauche et le cylindre horizontal contribuent à maintenir les lignes de contrôle serrées.

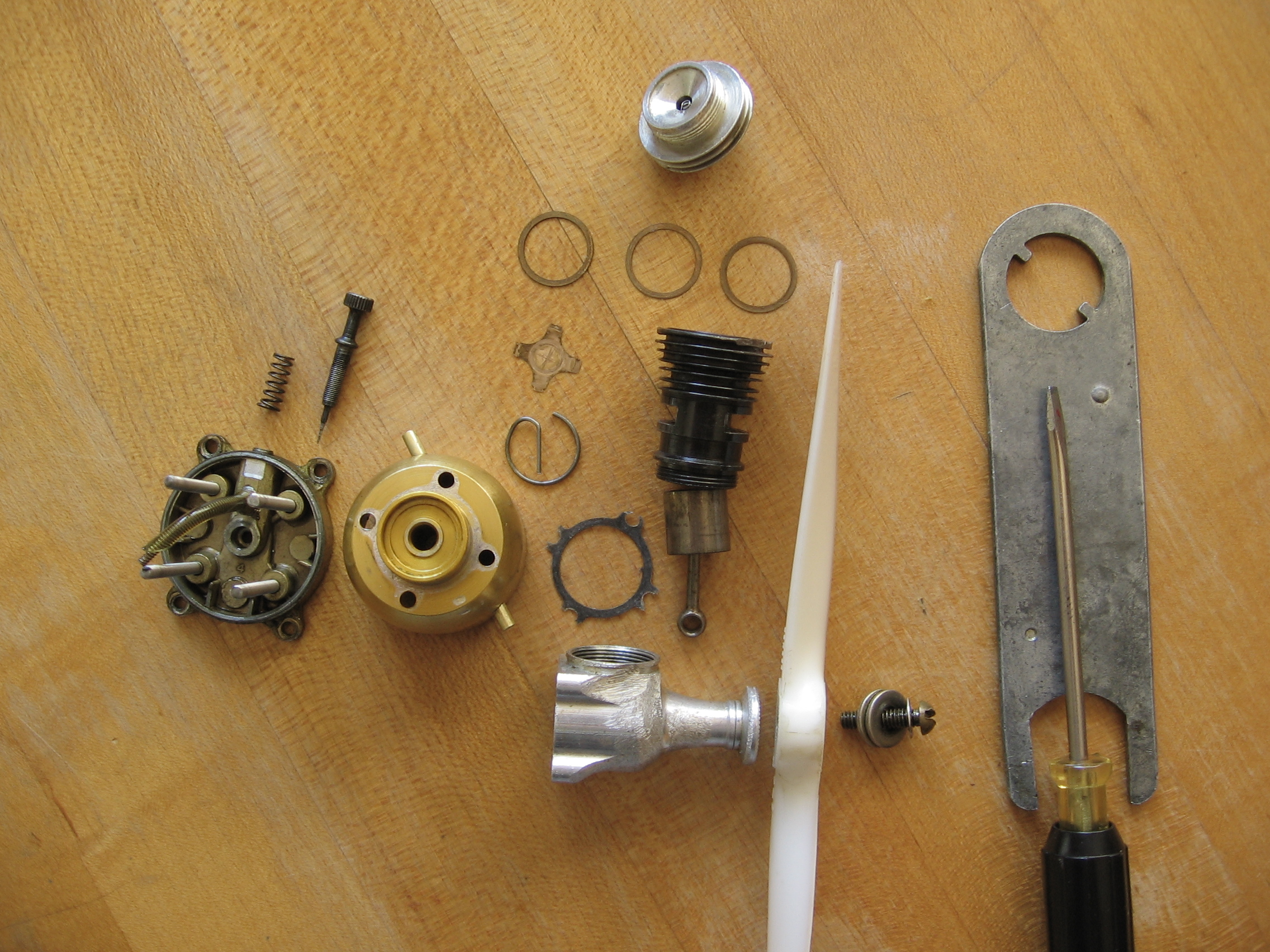
Le même Cox Golden Bee démonté. Le poids est de deux onces et quart avec l'hélice et le grand réservoir de carburant (vide).

Un moteur de modèle est un petit moteur à combustion interne généralement utilisé pour propulser un avion radiocommandé, une voiture radiocommandée, un bateau radiocommandé, un avion de vol libre, un avion de vol circulaire ou un modèle de voitures circulaires. 
En raison de la loi du cube carré, le comportement de nombreux moteurs n'augmente pas ou ne diminue pas toujours au même rythme que la taille de la machine; généralement au mieux entraînant une perte dramatique de puissance ou d'efficacité, et au pire les empêchant de fonctionner du tout. Le méthanol et le nitrométhane sont des carburants courants.